# Larvivora ruficeps
El ruiseñor cabecirrojo (Larvivora ruficeps) es una especie de ave paseriforme de la familia Muscicapidae propia de Asia.

## Distribución y hábitat
Se la encuentra en China y Malasia. Sus hábitats naturales son los bosques templados y las zonas arbustivas templadas. Se encuentra amenazado por pérdida de hábitat.